# Ejército Popular de Liberación (Colombia)
El Ejército Popular de Liberación (EPL), llamados por el gobierno de Colombia como Los Pelusos, fue una organización guerrillera insurgente colombiana de extrema izquierda fundada en 1967, basada en los principios e ideologías del marxismo-leninismo y que forma parte del conflicto armado interno de Colombia. El EPL y el Ejército de Liberación Nacional (ELN), son las únicas guerrillas activas en Colombia.
Cerca de 2200 integrantes del EPL se desmovilizaron en 1991, a pesar de esto, un grupo de aproximadamente 200 guerrilleros no se acogieron al plan de desmovilización y continuaron activos bajo las órdenes de Francisco Caraballo, uno de los jefes fundadores de la guerrilla. El grupo todavía se mantiene activo y hace presencia en la Frontera entre Colombia y Venezuela, según varios informes de grupos de seguridad y la Organización no gubernamental Instituto de estudios para el desarrollo y la paz (INDEPAZ).
La guerrilla cuenta con 400 miembros activos y su zona de concentración y operaciones se encuentra en la Región del Catatumbo y parte de la zona fronteriza entre Colombia y Venezuela. En esta zona, mantiene una confrontación con el Ejército de Liberación Nacional (ELN) por el control territorial; en su momento, la guerrilla le declaró oficialmente la guerra al ELN «hasta recuperar lo que ellos consideran su territorio y su gente».
Antes de que se desmovilizaran gran parte de sus combatientes fue considerada la tercera guerrilla más grande del país, solo superada por las desmovilizadas Fuerzas Armadas Revolucionarias de Colombia Ejército del Pueblo (FARC-EP) y el Ejército de Liberación Nacional (ELN). Desde mediados de 2016, es considerado como un Grupo Armado Organizado por el Gobierno de Colombia y denominado como Los Pelusos, retirándole cualquier ideal insurgente que mencionara tener este grupo.

## Ideología
Originalmente fue fiel al maoísmo, ya que se constituyó como el brazo armado del Partido Comunista de Colombia - Marxista Leninista, pero para 1975 viraron hacia la línea estalinista del Partido del Trabajo de Albania organizada en la Conferencia Internacional de Partidos y Organizaciones Marxista-Leninistas (Unidad y Lucha). Ya desde principios de los años 1980, algunas facciones del EPL contemplaban la idea de desmovilizarse, alejándose de acciones como emboscadas o tomas guerrilleras, acercándose al robo de armamento o comida para las comunidades.
Tras la desmovilización del 95% de sus miembros en 1991, conforman el Movimiento Esperanza, Paz y Libertad, adherido a la Alianza Democrática M-19, y participan en la Asamblea Constituyente de 1991. Algunos de sus exmiembros participan en procesos de defensa de los Derechos Humanos y movimientos sociales.

## Historia

### Origen
Se fundó el 19 de febrero de 1967 por un grupo que integraban Libardo Mora Toro, Esteban Pedro Vásquez Rendón, Pedro León Arboleda, Francisco Caraballo, Bernardo Ferreira Grandet, Jesús María Álzate, Diego Ruiz, Julio Guerra, Luis Manco David y Carlos Aníbal Cácua fueron los iniciadores del Ejército Popular de Liberación. Sin embargo, sólo inició acciones militares en 1968 en Antioquia (regiones de Urabá y Bajo Cauca), luego se expandió a los departamentos de Córdoba, Sucre y la región del Magdalena Medio hasta su desmovilización en 1991. Entre los años 1967 y 1970, el EPL se estableció en tres zonas: el Valle del Cauca, el Magdalena Medio y la zona noroeste del Alto Sinú y del Río San Jorge, entre Córdoba y Antioquia. En estas zonas conformo las denominadas Juntas Patrióticas.
El gobierno de Carlos Lleras Restrepo (1966-1970) realizó intentos de diálogo con el EPL por medio de la parlamentaria liberal María Elena de Crovo.[cita requerida]

### Primer Cerco
El Ejército Nacional, dio de baja el 5 de agosto de 1968 al comandante Pedro Vásquez Rendón, en diciembre de 1971 al comandante Libardo Mora Toro y en 1975 al comandante Pedro León Arboleda y otros líderes del EPL, fueron detenidos y sometidos a juicios de guerra.

### Años 1970-1980
En 1978, el EPL logró reactivarse en el noroeste de Antioquia y sur de Córdoba bajo la dirección de Oscar William Calvo, como ideólogo y vocero político, y su hermano Jairo de Jesús Calvo Ernesto Rojas. 
Durante la década de 1980, el EPL se concentró en áreas de desarrollo agroindustrial como Urabá (Antioquia), Córdoba y el Eje Cafetero, donde se establecieron multinacionales, concentraciones de campesinos y en zonas aledañas a propiedades de grandes terratenientes. 
Además en Antioquia, Putumayo y Norte de Santander, el EPL penetró para tratar de influenciar sobre las explotaciones petroleras. El grupo tuvo un apoyo popular importante a finales de los años 1970 en Medellín. En 1978, el EPL realizó un encuentro con los dirigentes del ELN. En la reactivación del EPL se crea una ruptura ideológica con la tesis maoísta, que se concreta en abril de 1980 en el XI Congreso del Partido Comunista Marxista-Leninista de Colombia .
En 1980, el EPL tenía un frente. En 1990, tenía 10 urbanos y 6 rurales y el EPL creó el estado mayor central.

#### Extorsión a Álvaro Uribe (1983)
En 1983, Álvaro Uribe, entonces Alcalde de Medellín, recibió una carta del EPL donde le exigía una millonaria suma de dinero y cartas con amenazas contra su familia. Uribe acudió donde el entonces director del Departamento Administrativo de Seguridad (DAS) en Montería, Emilio Vence, a quien le hizo la denuncia por encontrarse su finca en esa jurisdicción y se inició luego la investigación. Los funcionarios del DAS acordaron con los extorsionistas entregarles el dinero. En el episodio se capturaron a doce guerrilleros.

#### Acuerdos de Corinto, Hobo y Medellín (1984)
El gobierno de Belisario Betancur (1982-1986) hizo un llamado al diálogo a las organizaciones guerrilleras de Colombia y suscribió acuerdos con las Fuerzas Armadas Revolucionarias de Colombia - Ejército del Pueblo (FARC-EP) firmaron los Acuerdos de La Uribe,  mientras el EPL en conjunto con el Movimiento 19 de abril (M-19) negocio en conjunto, y firmó con el gobierno un documento de paz el 23 de agosto de 1984, conocido como los Acuerdos de Corinto, Hobo y Medellín, en el Museo Zea de Medellín, ordenando el Cese al Fuego, reuniendo a 20000 personas en la Plaza Berrío de Medellín. que aprovecharon para hacer propaganda política, expandirse hacia nuevas regiones, aumentar el reclutamiento de combatientes y crear nuevos frentes de guerra. El 16 de julio de 1985, fueron asesinados el comandante Bernardo Franco y el dirigente sindical Argemiro Giraldo, quienes estaban detenidos tras una celebración del Partido Comunista y murieron tras una supuesta huida en San Pedro de Urabá (Antioquia).
Luego fue asesinado el vocero político del EPL, Óscar William Calvo en Bogotá, el 20 de noviembre de 1985, tras lo cual se rompió la tregua. El EPL hizo parte de la Coordinadora Nacional Guerrillera y formó la Fuerza Conjunta con el Movimiento 19 de abril (M-19) en el suroeste de Antioquia, que tras la Toma del Palacio de Justicia por el M-19 realizó la Toma de Urrao (Antioquia) el 18 de noviembre de 1985. En 1987 fue asesinado su hermano Jairo Calvo (alias Ernesto Rojas), comandante del EPL. Ambos asesinatos no han sido esclarecidos hasta la fecha.

#### Coordinadora Guerrillera Simón Bolívar
En 1987 formó parte de la Coordinadora Guerrillera Simón Bolívar (CGSB) junto a las FARC-EP (con las que tuvo enfrentamientos históricos), la UC-ELN, el M-19 (con quienes había desarrollado acciones conjuntas principalmente en Antioquia) el Movimiento Armado Quintín Lame y el PRT. 
El EPL estaba bajo la dirección de Bernardo Gutiérrez y entre sus combatientes estaban: David Mesa Peña, Dairo Úsuga, Juan de Dios Úsuga y Jesús Ignacio Roldán.
Desde 1988, el EPL comienza a negociar su desmovilización, golpeado por la Fuerza Pública (Policía Nacional y Fuerzas Militares), además de salir afectados por el crecimiento de grupos paramilitares o de autodefensa, como las Autodefensas Campesinas de Córdoba y Urabá, se presentaron combates con el EPL y se registraron masacres donde cayeron campesinos, simpatizantes y algunos de los comandantes.

#### Toma de Saiza (1988)
El 23 de agosto de 1988, realizaron la Toma de Saiza en Córdoba, junto a las FARC-EP.

### Años 1990

#### Desmovilización y reinserción parcial
A partir de febrero de 1991, el grueso del EPL en un 95%, al igual que los demás grupos de la CGSB (con excepción de las FARC-EP y el ELN), se desmoviliza para ingresar a la legalidad como resultado de los diálogos adelantados con el gobierno colombiano desde el 24 de mayo de 1990. Los acuerdos de paz fueron firmados el 26 de febrero de 1991. El EPL firmó la paz con el gobierno de César Gaviria ( 1990-1994), representado por el ministro de gobierno, Humberto de la Calle, y con presencia del consejero presidencial para la paz, Jesús Antonio Bejarano, por el EPL firmaron Bernardo Gutiérrez, máximo dirigente del EPL, Darío Mejía y Jaime Fajardo, integrantes de esta organización.
El EPL, tras el proceso de desmovilización y reinserción a la sociedad, pasaría a llamarse como el movimiento político Esperanza, Paz y Libertad. Se desarmaron 2.556 combatientes que entregaron 850 armas.

#### Asesinato selectivo de desmovilizados
Entre 1991 y 1995, la guerrilla de las FARC-EP comenzó a asesinar selectivamente a cerca de 150 exmiembros del EPL que se habían desmovilizado y a sus ayudantes que se integraron en el movimiento Esperanza, Paz y Libertad. Cientos de sus miembros desmovilizados también fueron asesinados por los paramilitares de las Accu. Las milicias urbanas fueron encontradas responsables de los asesinatos según investigación de la ONG Human Rights Watch. Como en la Masacre de la Chinita en 1994.

## Disidencias del EPL
Las primeras disidencias del EPL surgieron tras su fundación:  la Liga ML y el MIR ML, en los años 1970 aparecieron la Tendencia MLM, de la cual surgió el Partido Revolucionario de los Trabajadores (PRT), otras disidencias fueron: Línea Proletaria y el Comando Pedro León Arboleda, que llegaron a asesinar a varios de sus antiguos compañeros, y apareció un ala rural, el Frente Che Guevara, en Meta, Caquetá, Huila y Tolima, que se reintegró al EPL a comienzos de los ochenta.

### Diálogos de paz de Tlaxcala (1992)
La disidencias del EPL secuestraron al exministro Argelino Durán Quintero durante las diálogos de paz en Tlaxcala (México). Durante el cautiverio, Durán sufrió un ataque cardíaco y murió. Tras hacerse pública la muerte del exministro, el episodio desembocó en la ruptura de las conversaciones de paz el 4 de mayo de 1992.
Según palabras del entonces miembro del Secretariado de las FARC-EP; Raúl Reyes, el 95% de los miembros del EPL que estaban comandados por Bernardo Gutiérrez, antiguo militante de las FARC-EP, se desmovilizaron y entregaron las armas «porque Gutiérrez quería ser senador de la república con dinero entregado por los hermanos Fidel y Carlos Castaño Gil, como pago por traicionar a su propio movimiento revolucionario». Reyes afirmó que «quienes se desmovilizaron con Gutiérrez fueron convertidos en agentes de seguridad del estado en Urabá (Antioquia), trabajando en el DAS, se infiltraron en los sindicatos públicos para, desde ahí, realizar acciones militares contra la gente del Partido Comunista y la Unión Patriótica».

### Disidencias del EPL al mando de Francisco Caraballo
Un grupo de algo más de 100 integrantes al mando de Francisco Caraballo, del ala radical del EPL, no se desmovilizaron y siguieron en armas como grupo disidente, siendo capturado Caraballo en junio de 1994. Después de la fuga de Pablo Escobar de la Cárcel La Catedral, el capo buscó la ayuda del EPL para refugiarse con ellos junto a su escolta Álvaro Agudelo, El Limón, ya que el grupo de Los Pepes, financiado por el Cartel de Cali y los paramilitares, buscaban asesinar al jefe del Cartel de Medellín; al final, la guerrilla y el narcotraficante no llegaron a un acuerdo de protección, Escobar fue abatido el 2 de diciembre de 1993.
El 6 de enero de 1994, supuestamente dieron de baja en combate a Fidel Antonio Castaño Gil, alias "El Rambo", líder del grupo paramilitar de las Autodefensas Campesinas de Córdoba y Urabá (ACCU), antes que estas pasaran a ser formalmente parte de las Autodefensas Unidas de Colombia (AUC). Las disidencias del EPL se formaron usando los nombres de sus anteriores frentes:

#### Deserciones de 1996
La disidencia del EPL Frente Bernardo Franco se entregó al Ejército Nacional en 1996. También en 1996, el Frente Pedro León Arboleda se adhirió a la organización paramilitar y grupo enemigo, Autodefensas Campesinas de Córdoba y Urabá (ACCU) al mando de Carlos Castaño Gil.

### Disidencias del EPL al mando de alias El Nene
Hugo Alberto Carvajal El Nene, asumió la comandancia del grupo disidente tras la captura de Francisco Caraballo, pero tardó varios años para reorganizarlo, planeaba y ejecutaba secuestros de comerciantes, hacendados, estudiantes, periodistas, políticos y del cantautor Jorge Velosa, entre otros en los departamentos de Santander, Sur del Cesar, y el Norte de Santander, donde en 1998 secuestró a 33 personas y en 1999 secuestró a 39, y llegó a enfrentarse con la guerrilla de las FARC-EP en Barrancabermeja. Muere en combate con tropas del Ejército Nacional en el año 2000.

### Disidencias del EPL al mando de alias Megateo
En 2005 aparece el Frente Libardo Mora en Teorama, Convención, San Calixto y Ocaña (Norte de Santander), comandado por 'Megateo', dedicado casi totalmente al narcotráfico aunque seguían publicando el periódico Revolución y aparentemente mantenían la estructura política clandestina.
Las autoridades colombianas anunciaron el 28 de abril de 2006 la reaparición del Frente Oscar William Calvo, en el corregimiento Irra, en inmediaciones de Quinchía (Risaralda). El frente de 16 guerrilleros secuestró al comerciante Antonio Zuluaga Gómez y a Juan Carlos Lizcano, hijo del excongresista Óscar Tulio Lizcano, quien estaba secuestrado al mismo tiempo por las FARC-EP. El Ejército Nacional rescató a los secuestrados y capturaron a 13 miembros de este frente, desmantelado totalmente. En 2006, las disidencias del EPL reiniciarían su campaña armada, resaltando la emboscada ocurrida el 21 de abril, la cual dejó como saldo 10 militares y 7 agentes del DAS, al parecer cayendo en un campo minado y terminando de ser asesinados por miembros la Columna Libardo Mora Toro, esto en Hacarí, Norte de Santander. En mayo del 2012 cuando fuer arrestado el exdetective Carlos Suárez, señalado de darle facilidades a los guerrilleros para perpetrar la emboscada ocurrida en 2006.
A fines de septiembre de 2008, el EPL se pronunció por el escándalo de los falsos positivos, los cuales mencionó como una muestra de "terrorismo de estado". En marzo de 2017, el Frente de Guerra Libardo Mora Toro se pronunció sobre el secuestro de la ingeniera Yuri Katherine Higuera, reivindicando su estatus como guerrilla. En marzo del siguiente año, el PCdeC-ML se pronunció sobre los enfrentamientos en la región del Catatumbo, entre remanentes del EPL y el ELN, las cuales dejó cientos de desplazados y cerca de 6 muertos. En este punto, la actividad del Frente Libardo Mora Toro aumento su actividad, tratando de legitimarse como una guerrilla.
En 2013 la revista Semana de Colombia entrevistó a Víctor Ramón Navarro Serrano alias "Megateo", el entonces líder del EPL, en Norte de Santander. Megateo negó cualquier implicación en el tráfico de drogas y dijo que la lucha del EPL era de carácter político, solicitando que su organización sea incluida en un posible proceso de paz con el estado colombiano. Durante la entrevista, Megateo estaba acompañado por unos 50 rebeldes del EPL que llevan fusiles israelies nuevos, de los denominados IMI Galil, y uniformes similares a los del Ejército Nacional.
Al año 2013, las actividades del EPL se restringen a la región del Catatumbo en Norte de Santander, a través del Frente Libardo Mora Toro, comandado por Víctor Ramón Navarro Serrano, alias Megateo. Los gobiernos de Colombia y Estados Unidos, mediante inteligencia militar hecha por ambos países, tenían a Megateo en el perfil de un narcotraficante, cuyo objetivo fue el control de los cultivos de hoja de coca (materia prima para la elaboración de cocaína) en el Catatumbo y su frente de guerra estaría catalogado como un grupo de delincuencia común al estilo de las bandas criminales (BACRIM), prestando servicios a los frentes de las FARC-EP que operaban en este sector; pese a ello, Megateo intentó hacer contactos con el gobierno colombiano para unos eventuales diálogos de paz. La vida de Megateo, al igual que la de los grandes capos de la droga, estuvo marcada por la tragedia y los excesos. Los gobiernos de Colombia y Estados Unidos ofrecían una recompensa de 5 millones de dólares por su captura o muerte. Se había presumido que Megateo murió o quedó herido en un combate que su grupo armado sostuvo con la fuerza pública colombiana en agosto de 2015 en Norte de Santander; pero como no aparecía su cuerpo no se pudo confirmar completamente la noticia. Varias semanas después de este suceso, se confirmó por parte del Presidente de Colombia; Juan Manuel Santos, del Embajador de Colombia en Washington; Juan Carlos Pinzón y del Ministro de Defensa; Luis Carlos Villegas, la muerte en combate de alias Megateo a comienzos de octubre de 2015 contra el Ejército Nacional, operativo conocido por las Fuerzas Militares como Operación Solemne.
Aunque se hicieron conocer como EPL el gobierno, desde mayo de 2016 a través del Ministerio de Defensa, les dio un nuevo nombre a este grupo disidente para diferenciarlo del ideal de una causa insurgente con una del crimen organizado, cuya fuente de financiación sería el narcotráfico: Los Pelusos, reconocido como Banda Criminal o Bacrim y no como grupo guerrillero. Bajo este contexto, la Policía Nacional desplegó un operativo en su zona de influencia para desmantelar este grupo denominado «Operación Esparta», dando importantes resultados afectando su fuente de financiación. Tiempo después, se comprobó que Megateo inició los contactos internacionales de esta guerrilla con el Cartel de Sinaloa para exportar cocaína, utilizando el corredor de Venezuela (ayudado posiblemente por el Cartel de los Soles) con destino a Centroamérica y México, contactos que, al parecer, mantenían a 2017.
Según información publicada por la Fuerza Aérea de Colombia y afirmada por la VII División del Ejército de Colombia, el EPL desapareció en Antioquia como guerrilla rural en 1996. Realizó algunas acciones en conjunto con la guerrilla de las FARC-EP, como la realizada en Hacarí (Norte de Santander). Hacia 2013 contaba con aproximadamente 200 combatientes, cifra que podría reducirse debido al abatimiento en 2015 de su último comandante: Víctor Navarro, alias Megateo, quien lideraba el negocio del narcotráfico en la zona de influencia del EPL en el Catatumbo. Se habla por parte de las autoridades del Norte de Santander que un reducto de Los Rastrojos en el Catatumbo se habría aliado con el EPL para conformar una nueva estructura criminal.

### Grupo Armado Organizado Los Pelusos
El 4 de octubre de 2017, esta disidencia le envió una carta al estado colombiano, en cabeza de Juan Manuel Santos, manifestando su voluntad para iniciar negociaciones que lleven a una salida pacífica al conflicto armado entre las partes, aprovechando unos contactos hechos por emisarios del alto gobierno con ellos, pidiendo como condición que sean reconocidos como organización insurgente y no como Banda Criminal o Grupo Armado Organizado (GAO). Sin embargo el gobierno, a través del entonces vicepresidente Oscar Naranjo, descartó que los contactos fueran para iniciar negociaciones de paz con esta disidencia del EPL, sino para ofrecerles un camino fácil para que se sometan a la justicia.
Según la Fiscalía General de la Nación y la Policía, la comandancia de esta organización narco-subversiva quedó en manos de Guillermo León Aguirre, alias David León, el cual fue capturado, después que las autoridades infiltraran su guardia personal, en Medellín en septiembre de 2016 en el marco de la Operación Esparta. Después de la captura de David León, le sucede en el mando de la organización Jader Navarro Barbosa, alias Caracho, de quien, según habitantes del Catatumbo, existen versiones de su muerte debido a complicaciones de salud (sufría un cuadro severo de diabetes) ocurridas a finales de octubre de 2016, sin que aún haya confirmación de parte de las autoridades.
En 2018 se fracturó el EPL y aparece el Frente Elisenio Torres en Curumaní, Chimichagua y Pailitas (Cesar) en la Serranía del Perijá, división que acabó con la captura de alias Pepe.
El mando del EPL quedó en manos de dos hombres enfrentados entre sí por el control del grupo: Reinaldo Peñaranda, alias Pepe, capturado en enero de 2019 y Luis Antonio Quiceno, alias Pácora, abatido el 26 de septiembre de 2019. Con estos dos golpes, se desconoce quién vaya a tomar el mando de la organización, incluso se presume su posible desaparición debido a la guerra que sostiene con el ELN desde 2018, que le ha dejado bajas en milicianos y perdida de territorio histórico en el Catatumbo, pese a que se cree que aún viven de actividades ilícitas en municipios como Ábrego, La Playa de Belén y Ocaña (Norte de Santander).
En mayo de 2020 es capturado alias Veinte-Veinte, cabecilla de la organización, y en ese mismo mes es asesinado por sus excompañeros insurgentes alias Grillo, uno de los dos máximos cabecillas de Los Pelusos, quien habría hecho alianzas con Los Rastrojos sin consentimiento de los demás miembros de la organización. Un mes atrás, había sido capturado Jesús Gracias, alias Julian, mano derecha del abatido Megateo. En octubre de 2020 es capturado alias Cóndor, máximo cabecilla de la organización tras la muerte de alias Pácora el año anterior.

### Guerra contra el ELN
Para hacerse con el control total de las actividades relacionadas al narcotráfico en la Región del Catatumbo, aprovechando los espacios dejados por las FARC-EP luego de su desmovilización en 2017, el EPL le declara la guerra al Frente de Guerra Nororiental del Ejército de Liberación Nacional (ELN) desde el 20 de marzo de 2018, terminando de esta manera la alianza tácita que tenían estos dos grupos donde se respetaban sus espacios en la zona, donde trabajaban además en conjunto ocasionalmente contra la Fuerza Pública. Esta confrontación deja hasta el momento varias decenas de muertos entre combatientes alzados en armas, afectando además las actividades cotidianas de unos 17.000 habitantes de la región, provocando una crisis humanitaria por el desplazamiento de campesinos a las zonas urbanas de la Región del Catatumbo y la restricción para la llegada o salida de insumos, alimentos y personas, producto de los constantes paros armados promovidos por estos grupos. El gobierno, por su parte, ordenó reforzar el pie de fuerza en la región con 2000 miembros de las fuerzas armadas, sumándose a los 6.000 que ya estaban en la región para preservar el orden público. Pese a una carta que circuló en redes sociales del EPL, donde estos solicitan un diálogo con el ELN y los habitantes del Catatumbo para parar la guerra, la confrontación entre las facciones aún se mantiene. 
A pesar de las intenciones iniciales de levantar el alto al fuego, el 29 de abril los remanentes del EPL decidieron levantar el paro armado, esto gracias a sus tensiones con el ELN, provocando la suspensión de las actividades educativas y comerciales en la zona.
Según informaciones de prensa, el 1 de noviembre de 2018 el ELN inició una fuerte ofensiva de varias semanas contra el EPL obligándolo a replegarse, expulsándolo de territorio considerado histórico para este grupo ilegal como Hacarí, Teorama y la parte norte del municipio de San Calixto, afectando a la población civil en medio del fuego cruzado. En 2019 retuvieron al alcalde de Hacarí y a funcionarios del gobierno nacional por dos horas intentando un acuerdo entre el ELN y la disidencia del EPL, frustrado luego de la muerte de alias Pacora y del posterior ascenso de alias Grillo y alias Cóndor como comandantes del grupo ilegal, quienes presuntamente habrían hecho una alianza con lo que quedó del grupo narcoparamilitar Los Rastrojos para combatir al ELN. En febrero de 2020 realizan un paro armado en el Catatumbo, coincidiendo con el del ELN en esa zona del país. Con la muerte de alias Grillo y la captura de alias Cóndor se desconoce quién vaya a tomar las riendas del casi desaparecido grupo Los Pelusos (según datos de las autoridades locales sin confirmar, se presume que alias Vallenato tome las riendas), incluso podría disolverse para que sus miembros se integren al ELN, tomando en cuenta que esta guerrilla expulsó de la zona de frontera a Los Rastrojos y la casi nula capacidad militar de Los Pelusos para retomar el control de sus antiguos territorios.
Uno de los incidentes más polémicos relacionados al EPL fue la masacre ocurrida el 30 de julio, donde murieron el líder social Frederman Quintero y su hermano Vladimir, junto a varios civiles, entre las víctimas sembradores de hojas de coca. El Frente Libardo Mora Toro negó estar detrás del ataque. En octubre de 2018, se registró en el municipio de El Carmen , el secuestro del menor Cristo José Contreras, causando conmoción en todo el país, responsabilizando en primera instancia a los grupos armados de la zona. El Frente Libardo Mora Toro negó su responsabilidad del secuestro, condenando la abducción del menor.
No fue hasta el 11 de enero de 2019, cuando el EPL clamó el derribo de un helicóptero de la empresa Aerocharte Andina S.A.S, pero negando el secuestro de los sobrevivientes. El EPL seguiría activo durante este año. Con la continua tensión entre ambos grupos, el EPL a fines de agosto de 2020, propone un cese al fuego con el fin de evitar perdidas civiles y una posible crisis humanitaria en la región.
El 11 de enero de 2021, fue asesinado Giovani Claro García, excombatiente de las FARC, esto entre un enfrentamiento entre miembros del EPL y un grupo delincuencial, mencionando que la muerte del exguerrillero no fue por un ataque directo.

## Acciones
- Entre 1967 y 2013 el EPL realizó 88 tomas guerrilleras fueron realizadas por el EPL (5% del total en el país en ese periodo).[119]
- Hasta 2016 se registran 6800 hechos atribuibles al EPL a nivel nacional, como los delitos de secuestro, secuestro, extorsión, homicidio, desapariciones forzadas y actos de terrorismo.[120]

## Estructura

### EPL original (1967-1991)
Sobre los comandantes del EPL se conoce muy poco ante la opinión pública. El EPL era el brazo militar del Partido Comunista de Colombia - Marxista Leninista.
Antes de su desmovilización, los comunicados del EPL eran firmados por una comandancia llamada "Dirección Nacional Juan Montes". 
Su órgano de comunicaciones era el periódico Revolución. Se dividió en frentes, operativos en varios departamentos del país y en Venezuela, hasta su desmovilización en un 95%.
- Pedro Vásquez Rendón
- Pedro León Arboleda
- Carlos Arias
- Aldemar Londoño
- Francisco Garnica
- Carlos Alberto Morales
- Ricardo Torres
- Francisco Caraballo
- Libardo Mora Toro
- David Borrás
- Diego Ruiz
- Carlos Aníbal Cacua
- Jesús María Álzate
- Julio Guerra
- José Pérez
- Luis Manco David

### Disidencias del EPL
- Entre 1991 y 1994 dirigido por Francisco Caraballo,el grupo disidente del EPL que no se desmovilizó, fue capturado en 1994 y estuvo preso en la cárcel de Itagüí (Antioquia).
- Hugo Alberto Carvajal "El Nene", abatido en 2000 en un enfrentamiento con el Ejército Nacional en zona rural de Matanza (Santander).[122]
- Entre 2005 y 2015, Víctor Ramón Navarro Serrano Megateo, comandante del Frente Libardo Mora Toro de unos 200 hombres en Norte de Santander.[67] Abatido en septiembre de 2015, en combates con el Ejército Nacional.[123][124]
- En 2015 el EPL al mando de Guillermo León Aguirre, alias David León, capturado en Medellín en septiembre de 2016.
- En 2016 Jader Navarro Barbosa, alias Caracho, quien se presume murió en octubre de 2016 de una diabetes que no se pudo tratar debido al cerco de las autoridades en su zona de influencia.
- Enfrentados entre sí por el control del grupo: Reinaldo Peñaranda, alias Pepe, capturado en enero de 2019[84][85] y Luis Antonio Quiceno, alias Pácora, abatido el 26 de septiembre de 2019.[86]
- Jesús Serrano Clavijo Grillo (asesinado por sus compañeros en mayo de 2020) y Cóndor (capturado en octubre de 2020).[100]
- Nelfer Carrascal Guerrero Alias Vallenato, presunto actual jefe.[125]

Las disidencias del EPL contaba en 1995 con trece frentes que reunían a cerca de 400 hombres: El único frente sobreviviente fue el Frente Libardo Mora Toro (Operativo desde 1983).
| Frentes                              | Ubicación                                     | Notas |
| ------------------------------------ | --------------------------------------------- | --- |
| Frente Bernardo Franco               | Urabá (Antioquia) y Córdoba                   | Tras la acción de la fuerza pública, los reductos del frente decidieron entregarse. |
| Frente Jesús María Álzate            | Urabá (Antioquia) y Córdoba                   | [ 126 ] |
| Frente Elkin González Vásquez        | Suroriente de Antioquia.                      | |
| Frente Pedro Hernando Vásquez Rendón | Área Metropolitana de Medellín.               | |
| Frente Pedro León Arboleda           | Antioquia y Chocó.                            | Llegó a contar con 240 guerrilleros. Fueron derrotados por los paramilitares de Carlos Castaño Gil, a los que terminaron uniéndose. |
| Frente Oscar William Calvo           | Risaralda, Caldas y Quindío                   | Conformado por un clan familiar, disuelto en 2006,tras la liberación de Juan Carlos Lizcano y capturar 13 guerrilleros. |
| Frente Virgilio Enrique Rodríguez    | La Guajira                                    | Operó a partir de 1998 hasta 2001, desaparecido por la llegada de las Autodefensas Unidas de Colombia (AUC). |
| Frente Aldemar Londoño               | Cauca,Putumayo y Nariño.                      | |
| Frente Ramón Gilberto Barbosa        | Santander, Sur del Cesar y Norte de Santander | Junto al Frente Libardo Mora Toro, fueron los dos frentes originales del EPL que se negaron a desmovilizarse en 1991. Estaba comandado por Diosael Barbosa Angarita, alias Wilson, quien fue capturado por el Ejército Nacional en 1995. |
| Frente Ernesto Rojas                 | Sierra Nevada de Santa Marta                  | |

## Financiación
Según las fuerzas de seguridad y defensa de Colombia, el EPL basaba su sostenimiento en el secuestro, extorsión, abigeato y lavado de activos. En algunas acciones, el antiguo Departamento Administrativo de Seguridad (DAS), Seccional Santander, había incautado al EPL numerosos bienes y dinero en efectivo que habían intentado blanquear utilizando testaferros. Durante la captura de uno de estos testaferros el DAS decomisó 5000 millones de pesos, 60 escrituras de bienes raíces, 389 títulos valores como letras de cambio, cheques, seguros de vida, contratos de arrendamientos, permutas, compraventas y libros de contabilidad de la organización así como informes de carácter confidencial.